# Ricardo Blázquez Pérez
Ricardo Blázquez Pérez (Villanueva del Campillo, Àvila, 13 d'abril de 1942) és un bisbe i teòleg espanyol, actual Arquebisbe de Valladolid i President de la Conferència Episcopal Espanyola. Anteriorment havia estat bisbe de Palència i de Bilbao; i presidí la Conferència Episcopal entre 2005 i 2008. El 2015 va ser creat cardenal pel Papa Francesc

## Biografia
Va néixer a Villanueva del Campillo, Àvila, el 13 d'abril de 1942.
Va estudiar el batxillerat al Seminari Menor d'Àvila entre 1955 i 1960, i els estudis eclesiàstics al Seminari Major d'Àvila entre 1960 i 1967. Va ser ordenat prevere el 18 de febrer de 1967 pel bisbe d'Àvila,; i es doctorà en teologia per la Universitat Pontifícia Gregoriana de Roma entre 1967 i 1972.
Després de cursar els seus estudis a Roma tornà a la diòcesi d'Àvila on, entre 1972 i 1976, va ser secretari de l'Institut Teològic Abulens. L'any 1974 començà la docència a la Universitat Pontifícia de Salamanca on va ser, fins al 1988, professor de la Facultat de Teologia i Degà de la Facultat entre 1978 i 1981. Ha estat Gran Canceller de la Universitat de l'episcopat espanyol entre el 2000 i el 2005.

### Bisbe i arquebisbe
El papa Joan Pau II el nomenà el 8 d'abril de 1988 Bisbe titular de Germa in Galatia i Bisbe auxiliar de Santiago de Compostel·la, rebent la consagració episcopal el 29 de maig de mans del llavors arquebisbe, Antonio María Rouco Varela. El 26 de maig de 1992 va ser nomenat bisbe de Palència. Ha presidit del Comissions Episcopals per a la Doctrina de la Fe (1993-2002) i de Relacions Interconfessionals (2002-2005).
El 8 de setembre de 1995 va ser nomenat bisbe de Bilbao. Va ser elegit President de la Conferència Episcopal Espanyola el 8 de març de 2005, càrrec que ocupà fins al març de 2008 quan va ser nomenat Vicepresident. El Papa Benet XVI el nomenà Arquebisbe Metropolità de Valladolid el 13 de març de 2010.
La Santa Seu el designà encarregat de la visita apostòlica del Moviment Regnum Christi, realitzant-se sota la coordinació de Velasio De Paolis.
L'1 de març de 2011 va ser reelegit vicepresident de la Conferència Episcopal Espanyola durant la XCVII Assemblea Plenària. Va ser el representant de la Conferència Episcopal Espanyola a la XIII Assemblea General Ordinària del Sínode de Bisbes, celebrat al Vaticà entre el 7 i el 28 d'octubre de 2012.
Al desembre del 2012 va ser nomenat Germà Major Honorífic de la Germandat de Begonya de Bilbao, pel seu suport a la Setmana Santa bilbaïna i pel seu impuls a la Verge de Begoña.
El 12 de març de 2014 va ser elegit President de la Conferència Episcopal Espanyola en el marc de la CIII Assemblea Plenària.

### Cardenal
El papa Francesc el creà cardenal de l'Església Catòlica al consistori celebrat el 14 de febrer de 2015, amb el títol de Santa Maria in Vallicella.

## Obres
A més de col·laborar en la redacció de molts documents de la Conferència Episcopal Espanyola, és autor de nombroses publicacions, entre les que cap destacar:
- La resurrección en la cristología de Wolfhart Pannenberg (1976)
- Jesús sí, la Iglesia también (1985)
- La esperanza en Dios no defrauda; consideraciones teológico-pastorales de un obispo (2004)
- Iglesia, ¿qué dices de Dios? (2007).